# 에어 서큘레이터
에어 서큘레이터(air circulator) 또는 공기 순환기(空氣循環機)는 쾌적한 환경을 위하여 공기를 순환시켜 주는 기기이다. 간단히 서큘레이터라고도 한다. 원리는 모터에 달린 날개로 바람을 만드는 작용을 하는 날개형 선풍기와 동일하지만, 에어 서큘레이터는 회전 기능을 제공하지 않는 경우가 많다. 하지만 품질이 떨어지는 것은 아니며 오히려 직선형 바람을 먼 곳까지 내뿜으로써 실내 곳곳의 공기를 균등하게 만들어준다. 차가운 공기를 위로, 따듯한 공기는 아래로 순환시킬 수 있다는 장점 덕분에 에어컨과 함께 가동하면 전기료를 낮추는 효과를 얻을 수 있다.

## 같이 보기
- 선풍기